# Saturnz Barz
«Saturnz Barz» es una canción de la banda virtual británica Gorillaz, con el cantante de dancehall Popcaan. La canción fue lanzada el 23 de marzo de 2017. Este sencillo fue lanzado como el primero de su álbum Humanz. La canción marca el regreso de la banda desde "DoYaThing".

## Trasfondo y grabación
«Saturnz Barz» fue grabado por Damon Albarn, Remi Kabaka y Anthony Khan (The Twilite Tone) en Jamaica. En una entrevista con Mistajam en BBC Radio 1, Albarn reveló que la colaboración planeada con Popcaan casi no llegó a buen término «Él (Popcaan) vino con unos cuantos de sus amigos. La sesión comenzó alrededor de la medianoche, 1:00 en la mañana... Trabajamos todo en la noche, pero al final no estaba realmente sintiendo, no sé por qué. Al día siguiente, tuvimos una charla, se comunicó y él vino y lo hizo. Creo que esto es muy diferente a cualquier otra cosa que haya hecho. Es muy personal. Cuenta una especie de narrativa alternativa a muchas de las ideas dentro del dancehall moderno».
Gorillaz siempre ha sido conocido por sus colaboraciones, como se ha visto a través de sus diversos álbumes, como en su álbum debut, en Demon Days y Plastic Beach, en fin, Albarn declaró que el arte de la colaboración y el proceso de selección de los invitados no era solo una "selección al azar", sino que solo las personas con las que se conecta. En una entrevista dijo: «Después de pasar unas sesiones de estudio juntos en Jamaica, nos hicimos amigos rápidos. La necesidad es la madre de la invención [...] y él salió con esto. Simplemente encajaba perfectamente [...] Además tenemos esta melodía loca. Quiero decir que no suena como cualquier otra cosa!"».

## Vídeo musical
El vídeo de la canción se subtituló como "Spirit House", fue lanzado en 27 de marzo de 2017 en YouTube. Dos versiones del vídeo existen; uno es la versión 360°, y otro que no tiene 360°. Según Albarn, el vídeo costó 800.000$ para producirse.
En el vídeo la banda conduce hacia una casa abandonada. A medida que se acercan al porche delantero, Murdoc toca el timbre, pero cuando él lo hace, el clima cambia de soleado a tormenta eléctrica. Se revela que esta casa es la nueva casa de la banda en la que acababan de mudarse. La banda se divide y explora la casa individualmente, Noodle bajó al sótano donde se encuentra un tocadiscos y algunos discos antiguos, 2-D una nevera en la cocina que se abre por sí mismo, Russel toma una siesta en uno de los dormitorios, y Murdoc tomando un baño. A lo largo del video, cosas extrañas comienzan a suceder. A medida que la canción comienza, 2-D encuentra un pastel en la nevera y procede a comerlo, pero es atacado por la comida de la nevera con una rebanada de pizza rondando al espectador y recitando las letras de la canción. Mientras Russel duerme, es atacado por una serpiente negra que le acosa constantemente en la cama. Noodle es atacada y constreñida por un gran gusano azul de un ojo. Sin embargo, Murdoc se sumerge en el baño y se encuentra flotando felizmente en el espacio. El video termina con el tiempo cambiando de nuevo a soleado y la casa vuelve a la normalidad. La banda decide tomar el desayuno, aunque 2-D solo quiere un té de menta, y se van. La casa embrujada representada en el vídeo se basa en una casa en la calle de 220 Hendrie en Detroit, Míchigan. El coche de la banda, basado en un Cadillac convertible de 1961, lleva la matrícula de Míchigan "Bass Tzar Run", un anagrama de "Saturnz Barz".

## Personal
- Damon Albarn — vocales, escritor,  sintetizador, teclado, programación, producción
- John Davis — ingeniero maestro
- Anthony Khan —  percusión
- Stephen Sedgwick — configuración
- El Coro de Humanz  (Melanie "J-B" Charles, Marcus Johnston, Brandon Markell Holmes, Imani Vonsha, Star Busby, Rusel A-Salaam, Drea D'Neur, Giovanni James, Janelle Kroll) — coro
- Popcaan — vocales, escritor